# Roben Mitchell van den Dungen Bille
Mitch van den Dungen Bille, voluit Roben Mitchell van den Dungen Bille (Naarden, 23 juli 1985), is een Nederlands (stem)acteur.

## Levensloop
Van den Dungen Bille begon op 9-jarige leeftijd voor verschillende reclamefilmpjes, films en series, waaronder de animatieserie Jimmy Neutron en de eerste twee films uit de Harry Potter-cyclus. Hij studeerde in 2014 af aan de Toneelacademie Maastricht.
Zijn 'zuigende' spel in Heidi Pippi Sissi Ronni Barbie van Het Nationale Theater (jong) wordt door de Volkskrant als 'lekker' omschreven.
Volgens Scenes is Van den Dungen Bille vocaal sterk in de tegenvallende musical Sky de musical.

## Theater
- De storm (2014)[4]
- Baantjer live! - De Cock en het dodelijk jubileum[5]
- Sky de musical (2016)[6]
- De familie van Nielie barst van naastenliefde[7]
- Heidi Pippi Sissi Ronnie Barbie - Nationaal Theater[8]

## Film
- Gek van oranje (2018)
- Cobain (2018): Saïd

## Series
- Flikken Maastricht (2016): Sieger Maas

## Nasynchronisatie
- Jacob Dubbel: Duivert Orville Nijard Poef
- Blub, ik ben een vis: Chuck
- Harry Potter en de Steen der Wijzen: Olivier Plank
- Harry Potter en de Geheime Kamer: Olivier Plank
- Jimmy Neutron: Cas
- Huize Herrie: typetjes
- Kim Possible: Wade Load
- Code Lyoko: Odd Della Robia
- Bakugan: Shun Kazami
- Rien's Planeet: Doppy
- Sonny with a chance: Chad Dylan Cooper
- Verhekst!: Diego Rueda
- Star vs. de Kracht van het Kwaad: Marco Diaz
- De Psammy Show: Ceril
- The Lion Guard: Ono
- Rapunzel: De serie: Varian
- DuckTales: Kwik
- Incredibles 2: overige stemmen
- The Troop: Felix Garcia
- Elena van Avalor: Jiku
- Miraculous verhalen van Ladybug en Cat Noir: prins Ali
- Hotel Transylvannië de serie: Jack Black
- Battle B-daman: Bull
- Wizards of Waverly Place: Giel Gantisch
- Zeke & Luther: Kojo
- Pokémon: Reizen: Goh
- The Ice Age Adventures of Buck Wild: Orson
- DC League of Super-Pets: Chip
- The Cuphead Show: Cuphead
- Angry Birds: Summer Madness: Penley
- Don't Look Up: Phillip Kaj
- Super monsters: Frankie Brein
- Wish: Sabino
- Beyblade X: Genri Sayo
- Mufasa: The Lion King: Taka
- Wallace & Gromit: Vengeance Most Fowl: Klabot